# Frans Josefs land
Frans Josefs land (ryska: Земля Франца-Иосифа, tr. Zemlja Frantsa-Iosifa) är en ögrupp i Norra ishavet som utgör de nordligaste delarna av Archangelsk oblast i Ryssland. Den består av 191 obebodda öar som tillsammans har en yta på 16 135 km². Den största är Prins Georgs land med 2 741 km², följt av Wilczeks land, Graham Bellön och Alexandras land. Frans Josefs land täcks till 85% av glaciärer, som når höjder på 620 meter över havet. Udden Kap Fligely på Rudolfön är Rysslands och hela Eurasiens nordligaste landplats.
Frans Josefs lands västra utposter påträffades först 1865 av den svensk-norska skepparen Nils Fredrik Rönnbäck. Rönnbäck rapporterade dock inte sitt fynd, troligen eftersom han ville nyttja öarna för sin säljaktsverksamhet utan konkurrens. Äran för att ha upptäckt Frans Josefs land tillföll istället Julius von Payer och Carl Weyprecht, som landsteg i ögruppen sydöstra del 1873. Deras expedition var utsänd från Österrike-Ungern och territoritet uppkallades efter landets statsöverhuvud, Frans Josef I. Under efterföljande årtionden skulle ögruppen användas som startpunkt för en rad expeditioner till nordpolen.
I egenskap av närmaste land blev öarna formellt annekterade av Sovjetunionen 1926. Tidigare hade de allmänt betraktats som terra nullius. Handlingen möttes av stora protester från omvärlden, i synnerhet Norge, som var angelägen att skydda sina ekonomiska intressen i området. Till en början förblev sovjetiska makter någorlunda passiva och tvingade inte bort utländska fartyg som inskränkte på Frans Josefs lands territorialvatten, men under kalla kriget blev ögruppen helt stängd för utomstående. 1990 medförde glasnost att västerländska expeditioner åter fick besöka öarna och sedan 2011 omfattas de av Rysslands arktiska nationalpark.
På grund av Frans Josefs lands kärva klimat förekommer varken träd eller andra högväxta arter. Vegetationen är därför begränsad till lågbevuxna lavar och mossor. Merparten av öarnas djurliv finns i havet kring öarna; de landlevande djuren utgörs av ett tiotal arter fåglar, samt isbjörnar och en liten population av fjällräv. Ögruppen har inga endemiska arter.

## Historia

### Upptäckt
Det finns flera teorier om hur Frans Josefs land först upptäcktes av människor. Den nederländska sjökaptenen Cornelis Roule kan redan på 1600-talet ha påträffat öarna då han jagade val norr om Novaja Zemlja. Enligt Adolf Erik Nordenskiöld stötte Roule på en fjordrik ögrupp, längs med vilken han seglade ett tiotal kilometer. Bortom öarna noterade han öppet hav. En annan kandidat är den svensk-norska skepparen Nils Fredrik Rönnbäck, som tillsammans med harpunaren Johan Petter Aidijärvi uppges ha fått syn på öarna 1865. På skonerten Spidsbergen reste han österut från Storøya utanför Nordostlandet i Svalbard och jagade säl i ett område som fick namnet Nord-Øst Spidsbergen eller Rønnebeck Land. Uppgifterna tros vara äkta, men varken Rönnbäck eller någon av de andra expeditionsmedlemmarna klargjorde upptäckten officiellt; med största sannolikhet hölls öarna hemliga eftersom sällskapet ensamma ville nyttja territoriet för sin säljaktsverksamhet.
En rysk sjöofficer som var medlem av Ryska geografiska sällskapet, baron Nikolaj Sjilling(ru),  publicerade i maj 1865 en artikel i tidningen Moskoj Sbornik som innehöll följande utdrag:
| ”                  | ...det är knappast möjligt att ögruppen Spetsbergen ensam kan hysa tusentals kvadratkilometer stora ismassor i ett oföränderligt läge mellan Spetsbergen och Novaja Zemlja. Med tanke på detta faktum, i samband med den tämligen lätta åtkomsten till Spetsbergens nordkust, kan det vara möjligt att det mellan denna ögrupp och Novaja Zemlja finns en hittills okänd landmassa, som sträcker sig längre norrut än Spetsbergen och utgör ett hinder för isen? | „ |
| – Nikolaj Sjilling | |   |

Till en början blev Sjilling inte särskilt uppmärksammad, men fem år senare föreslogs en expedition med stöd av rapporten. Den planerades avgå 1873, men genomfördes aldrig på grund av bristande finansiering.

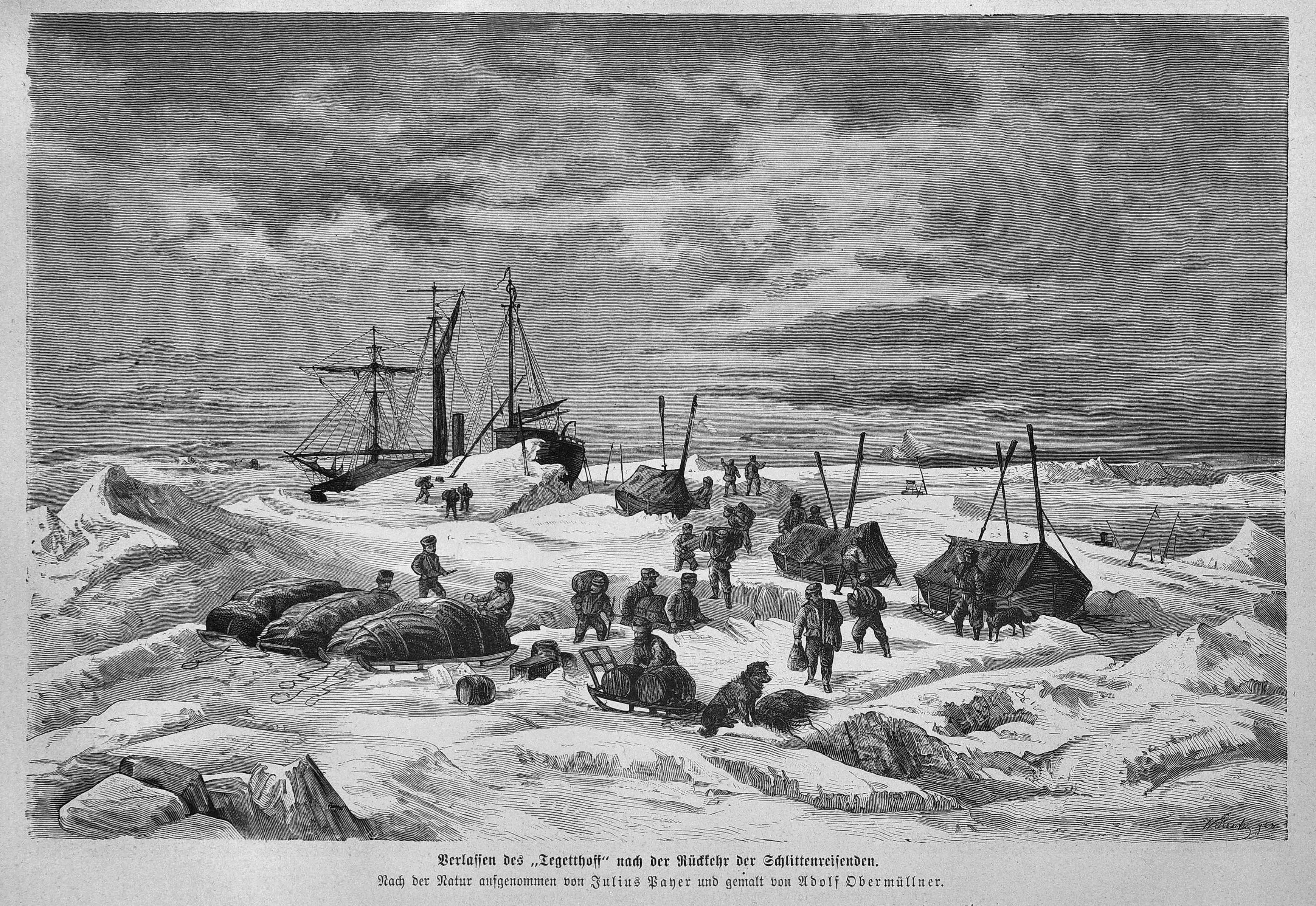
Den österrikisk-ungerska expeditionen landstiger på Wilczeks land 1873.

Med säkerhet upptäcktes Frans Josefs land den 30 augusti 1873 i en österrikisk-ungersk expedition ledd av Julius von Payer och Carl Weyprecht. Färden påbörjades i juli 1872 när ångfartyget Tegetthoff lämnade hamnen i Tromsö med målet att genomsegla nordostpassagen, en bedrift som då ännu inte hade åstadkommits. Under det kommande året drev Tegetthoff norrut från Novaja Zemlja och i augusti 1873 fick Payer och Weyprecht land i sikte. Det visade sig vara en dittills outforskad ögrupp som de uppkallade efter Österrike-Ungerns kejsare, Frans Josef I. Den 1 november gick Tegetthoff i land vid Wilczeks land i Frans Josefs lands sydöstra del. Besättningen byggde där ett stenkummel, i vars mitt de placerade en behållare som innehöll ett signerat dokument av Payer och Weyprecht. Texten återgav de anmärkningsvärda händelser som inträffat under expeditionens gång, framför allt de angående upptäckten av Frans Josefs land. Eftersom Nils Fredrik Rönnbecks redogörelser förblev opublicerade hade ingen i expeditionen någon kännedom om att ögruppens västra utposter redan hade skådats åtta år tidigare.
Från den södra delen av Wilczeks land utfördes flera resor på släde till andra delar av ögruppen, bland annat till Halls ö och McClintocks ö. I mars 1874 begav sig Payer tillsammans med sex man och tre hundar till Kap Fligely på Rudolfön, Frans Josefs lands norra ytterpunkt. Under färden dit gav sällskapet namn till öar, berg, glaciärer, uddar, sund och andra geografiska särdrag de stötte på. Bortom Kap Fligely tyckte Payer sig ana två avlägsna landmassor som han kallade Kung Oscars land och Petermanns land, även om påföljande expeditioner skulle fastslå att dessa territorier egentligen inte existerade. I maj 1874 bedömdes det vara nödvändigt att lämna det hopplöst fastfrusna skeppet Tegetthoff och istället söka sig söderut med fyra räddningsbåtar och tre slädar. De 23 besättningsmedlemmarna lyckades ta sig till Novaja Zemlja i augusti, varifrån de blev upplockade av ett ryskt fartyg. Den 3 september återvände expeditionen till Vardø i Norge.

### Polarexpeditioner
1880 företog sig Benjamin Leigh Smith en expedition till Frans Josefs land på barkskeppet Eira. Expeditionen utgick från Aberdeen i Skottland den 19 juni, varifrån den fortsatte norrut till Spetsbergen för att sedan åka österut. I mitten av augusti anlände Eira till de västra delarna av Frans Josefs land. Detta var omkring 80 km öster om Wilczeks land, där Payer och Weyprecht huvudsakligen hade infunnit sig. Leigh Smith konstaterade därmed att allt de nu observerade kunde antas vara nyupptäckt. Den närmaste omgivningen hann utforskas innan expeditionen begav sig hemåt. Leigh Smith återvände följande år med samma fartyg. I juli landsteg han på Prins Georgs land och i augusti upprättade besättningen en förrådsbyggnad på Bellön innan de fortsatte till Northbrookön en vecka senare. Den 21 augusti inträffade här en olycka när Eira kraftigt skadades av packisen och förliste utanför öns sydvästra udde, Kap Flora. Leigh Smith och de andra blev därför tvungna att övervintra i en hydda gjord av sten och grästorv. I juni och juli 1882 lyckades de 25 expeditionsmedlemmarna färdas med fyra småbåtar till Novaja Zemlja och hittas av en brittisk undsättningsexpedition.

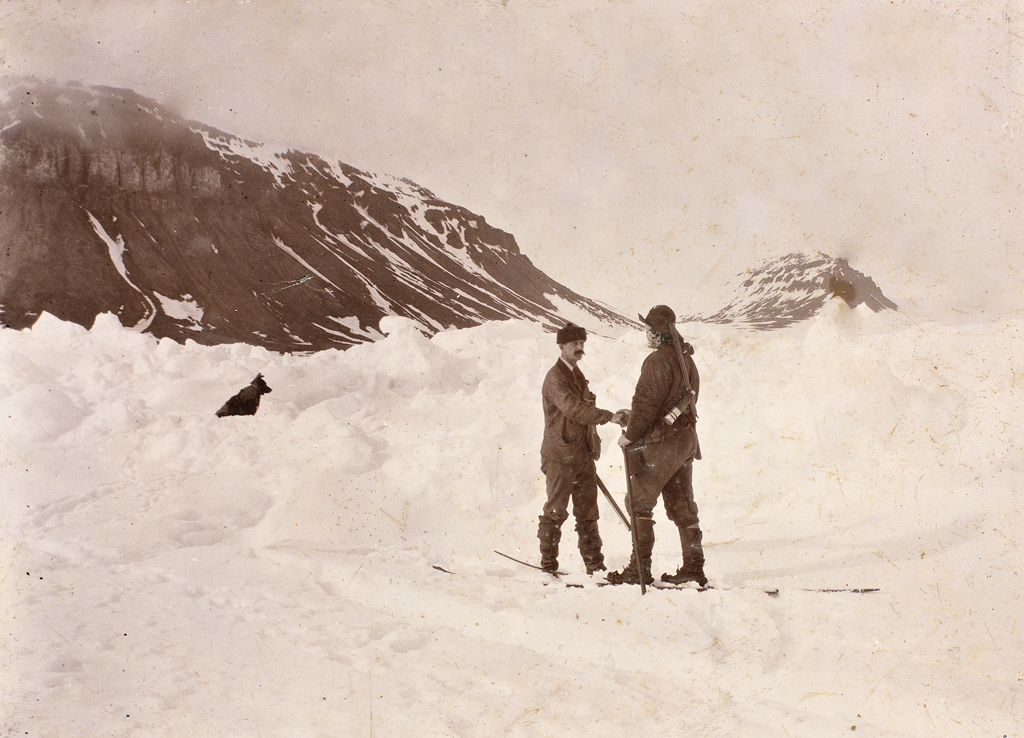
Arrangerat fotografi av mötet mellan Nansen och Jackson vid Kap Flora 1896.

Nansens Fram-expedition 1893 till 1896 var ett försök av den norska utforskaren Fridtjof Nansen att nå den geografiska nordpolen genom att nyttja en förmodad transpolar ström i Norra ishavet. På skeppet Fram drev Nansen från Nysibiriska öarna i ett och ett halvt år innan han i mars 1895 bestämde sig för att lämna skeppet och dess besättning. Istället skulle han nå sitt mål på skidor tillsammans med Hjalmar Johansen, Frams meteorologiassistent. Männen tog sig ända till 86°14'N, vilket var den dittills nordligaste breddgrad som uppnåtts av människan, men det stod klart att polpunkten var utom räckhåll. Nansen och Johansen vände söderut mot Frans Josefs land, som var den närmaste kända landmassan. Under sin tid i Frans Josefs land utarbetade Nansen en karta som justerade Payers tidigare anteckningar, främst gällande ögruppens nordöstra och centrala delar. De båda männen tvingades övervintra på Jacksonön i en enkel koja med väggar av sten och ett tak av valrosshud som var uppburet av ett stycke drivved. Vintermånadernas kost bestod nästan enbart av björn- och valrosskött. Vid ungefär samma tidpunkt, 1894, utgick en brittisk expedition som var ledd av Frederick George Jackson och finansierad av Alfred Harmsworth. Expeditionen anlände vid Kap Flora på Northbrookön i september och deltagarna bestämde sig för att slå läger i området. Basen de upprättade bar namnet Elmwood och blev den plats där besättningen övervintrade. Följande säsong tillbringade Jackson med att utforska. Den 17 juni 1896 träffade han av ren slump på Fridtjof Nansen, som vid det här laget hade varit försvunnen i över ett år och antogs vara död. Han och Johansen planerade då att försöka nå Svalbard med kajak, vilket skulle ha inneburit en 400 km lång färd över öppet hav. Med Jacksons hjälp kunde de båda norrmännen ta sig till Tromsö och återförenas med besättningen på Fram.

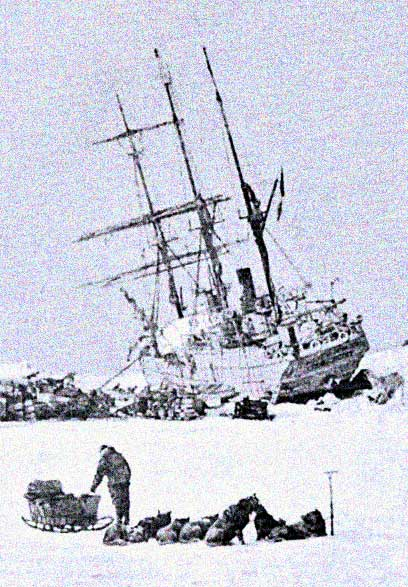
Skeppet Stella Polare, som användes under Ludvig Amadeus expedition 1899–1900.

När Frans Josefs lands grundläggande geografi väl var etablerad övergick öarna till att under en period användas som startpunkt för expeditioner till nordpolen. Den amerikanska journalisten Walter Wellman hade 1898 befäl för ett sådant försök, med nio deltagare inklusive han själv. Deltagarna slog läger och övervintrade vid Kap Tegetthoff på Halls ö. Det beslutades dock att två norrmän i expeditionen, Paul Bjørvik och Bernt Bentsen, skulle tillbringa vintern på Wilczeks land. Bentsen dog av magbesvär i januari och Bjørvik blev ensam hämtad av de andra den 27 februari 1899. Detta år förlorade Wellman det mesta av sin utrustning i en storm och blev transporterad tillbaka till Norge i augusti. Även om expeditionens huvudsyfte var att genomföra en framryckning mot nordpolen lyckades Wellman inte ta sig längre än till den 82:a breddgraden. Senare samma år, 1899, organiserade den italienska hertigen Ludvig Amadeus nästa expedition till Frans Josefs land. Expeditionen utfördes med skeppet Stella Polare och även denna gång var nordpolen den tänkta destinationen. Under en särskilt kylig skidfärd miste hertigen två fingertoppar. Läkningen gick trögt och Ludvig Amadeus insåg att han inte kunde delta i framryckningen norrut. Kommandot överlämnades till expeditionens andreman, Umberto Cagni. Han lyckades tränga fram ända till 86°34'N, det vill säga 37 km förbi Nansens tidigare nordliga rekord. En viktig underrättelse som denna expedition bidrog med var fastslagandet att de påstådda landmassorna Kung Oscars land och Petermanns land ej existerade; från Rudolfön kunde Ludvig Amadeus ta del av en så pass dimfri sikt att öarna borde ha varit fullt synbara.

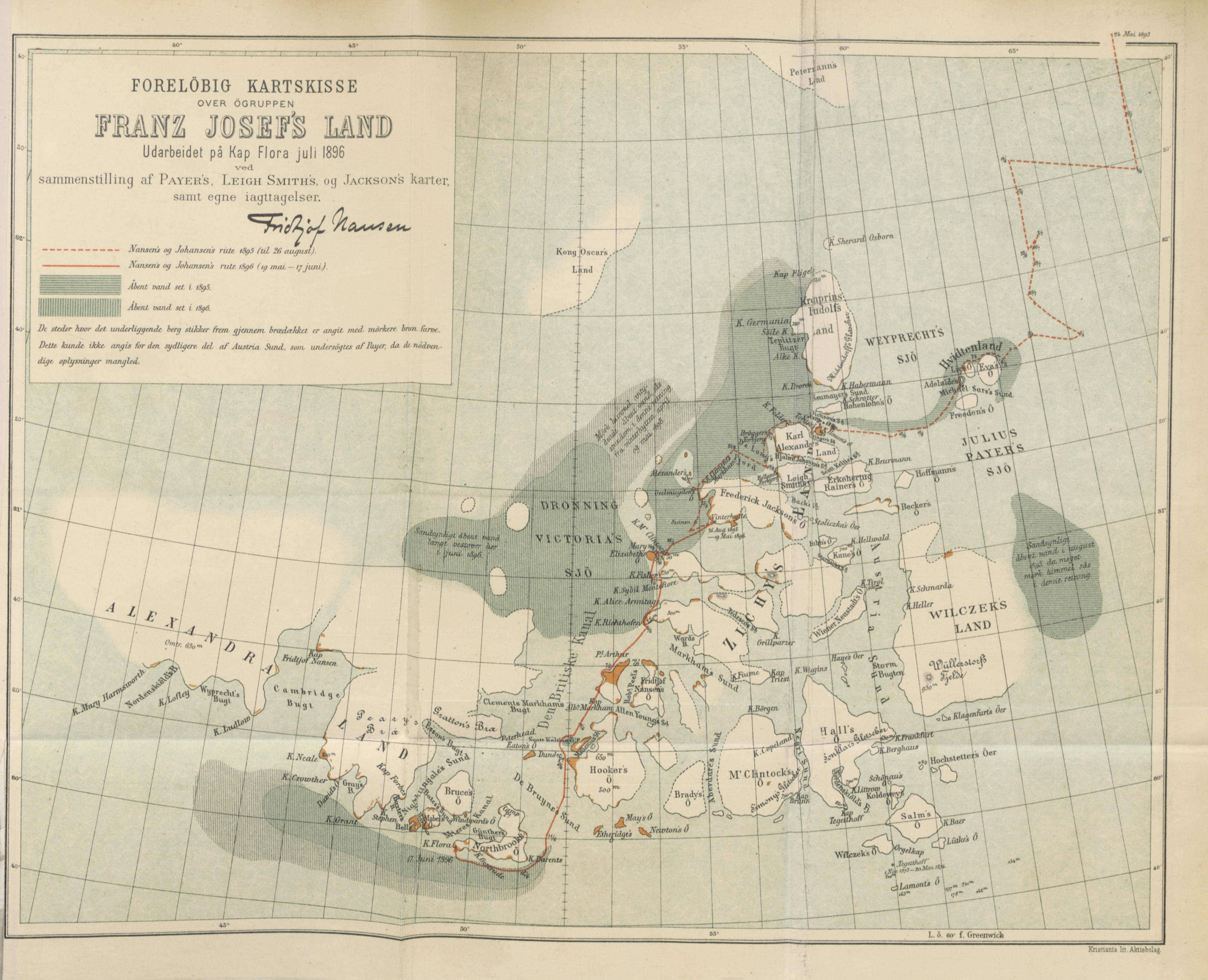
Nansens karta över Frans Josefs land, sammanställd år 1896.

Med William Zieglers finansiering i ryggen gav sig Evelyn Briggs Baldwin ut på en polarexpedition till Frans Josefs land 1901. Han gjorde inget försök att bege sig mot nordpolen och deltagarna beskrev senare expeditionen som ett misslyckande, med huvuddelen av kritiken riktad mot Baldwin själv. Missnöjd med resultaten organiserade Ziegler en ny expedition, den här gången med Anthony Fiala utsedd till ledare. Zieglers polarexpedition anlände till Frans Josefs land i augusti 1903 och besättningen kom att tillbringa vintern på Rudolfön. Deras skepp, America, skadades av det hårda istrycket och förliste i januari 1904. Trots detta gjordes under våren två fruktlösa försök att ta sig till nordpolen. Expeditionsdeltagarna tvingades stanna ytterligare ett år innan de evakuerades med skeppet Terra Nova 1905.
Den första ryska expeditionen till Frans Josefs land genomfördes 1901, när isbrytaren Jermak besökte öarna under en längre färd. Nästa expeditionen var ledd av hydrologen Georgij Sedov och gick av stapeln 1912, men anlände först året därpå på grund av ogynnsamma isförhållanden. Detta var huvudsakligen en expedition med vetenskapliga ändamål; Sedov studerade öarnas geologi, mätte deras snödjup och observerade drivis utanför kustlinjerna. Därtill utfördes meteorologiska och topografiska analyser. Under vintern drabbades besättningen av skörbjugg och till följd av detta omkom en maskinist. Trots detta var Sedov helt inställd på att ta sig till nordpolen. Han hade ingen tidigare erfarenhet eller tillräckligt med proviant för ett sådant äventyr, men gjorde ändå ett försök i februari 1914. Sedovs hälsa försämrades snabbt och han avled den 6 mars.

### Sovjetunionen
Den österrikisk-ungerska expeditionen som officiellt upptäckte Frans Josefs land 1873 var ej var bekostad av statliga medel och således tillföll öarna inte landet per automatik. Till en början gjordes inga försök att hävda suveränitet över Frans Josefs land och territoriet betraktades därför som terra nullius. Först under sommaren 1914 hävdade en expedition anspråk på Frans Josefs land för Rysslands räkning. Handlingen utfördes under första världskrigets inledande faser och motiverades av en möjlig konfrontation med fienden i Frans Josefs land. Det var därför mer krigsretorik än allvar.
Det dröjde till den 15 april 1926 innan Sovjetunionen formellt annekterade Frans Josefs land och införlivade öarna i Ryska SFSR. De tog efter den av Kanada etablerade sektorsprincipen och kungjorde att alla landområden belägna mellan fastlandet och nordpolen tillhörde Sovjetunionen. Sektorsprincipen har aldrig fått nämnvärt internationellt erkännande och Norge protesterade starkt; främst var de angelägna att bibehålla sin ekonomiska drift i området, under en period där norska intressen redan inskränktes i Vita havet samt vid Novaja Zemlja och Grönland. Sovjetiska makthavare förblev dock någorlunda passiva och tvingade till en början inte bort norska fiskefartyg från sitt territorialvatten. Inte heller ingrep Sovjetunionen 1928, när ett flertal utländska skepp sökte i deras vatten efter Umberto Nobiles försvunna luftskepp Italia. Efter Nobiles misslyckade expedition gjorde Italien anspråk på Frans Josefs land. De hävdade att Tegetthoff hade varit utrustad med en motor från den italienska staden Trieste, samt att flera av dess besättningsmedlemmar var invånare i staden.

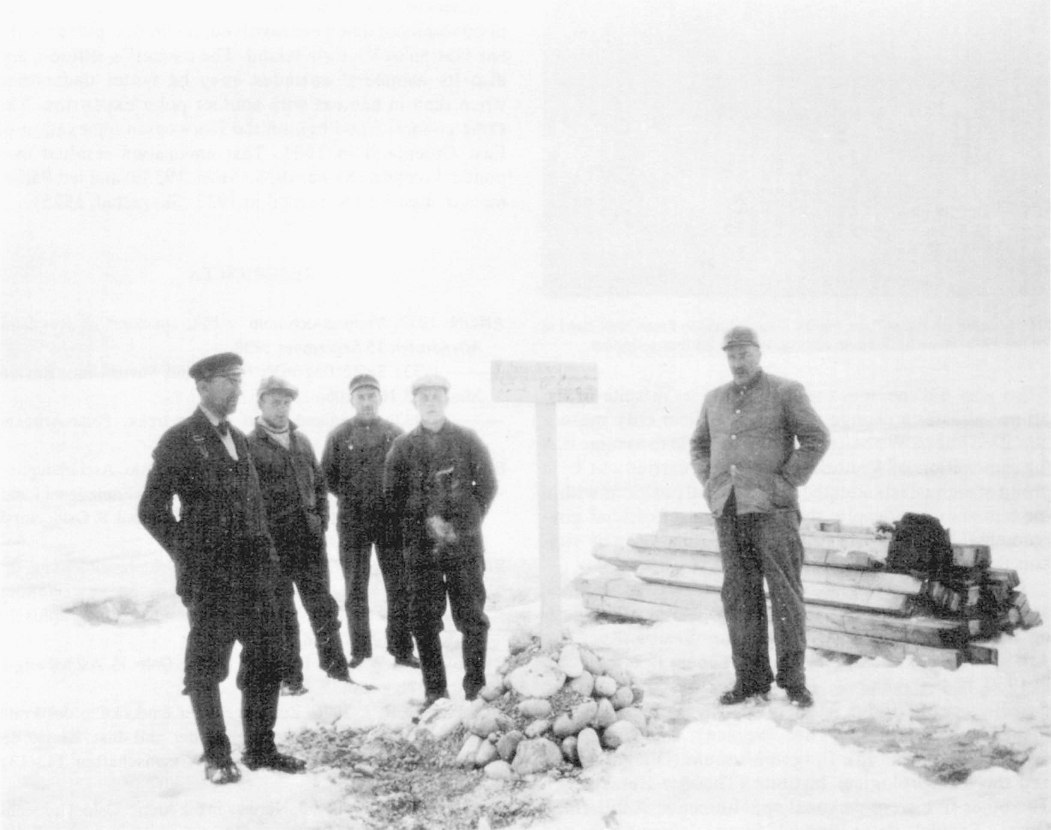
Besättningen på Bratvaag i land på Viktorijaön, 1930.

En norsk expedition skickades 1929 i syfte att upprätta en meteorologisk station på Frans Josefs land. Därtill skulle Viktorijaön, som är belägen mellan Frans Josefs land och Svalbard, annekteras. Från Norges sida föreslogs det att öarna kunde ingå i Sovjetunionen, givet att norska och sovjetiska medborgare skulle ha lika rätt att nyttja dem för ekonomiska ändamål. Expeditionen lyckades inte nå Frans Josefs land då skeppet fastnade i is. Istället reste den ryska isbrytaren Georgij Sedov ut och började bygga en permanent bas på Hookers ö. 1930 försökte Sovjetunionens vetenskapsakademi få öarnas namn ändrade till Fridtjof Nansens land, till minne av den norska polarfararen som nyss hade avlidit. Namnet kom dock aldrig att användas. Under en norsk expedition på skeppet Bratvaag 1930 gjordes en avstickare till Frans Josefs land, men kort efter att besättningen landsteg på Viktorijaön ombads de att lämna området och visa hänsyn till den sovjetiska gränsen som upprättats. Sommaren 1931 besöktes öarna både av en svensk-norsk expedition ledd av Hans W:son Ahlmann och en tysk expedition med luftskeppet Graf Zeppelin. Förutom en hemlighållen tysk väderstation som etablerades under andra världskriget och en mindre grupp franska geofysiker som deltog i en undersökning av jonosfären 1967 förblev dessa de sista västerländska expeditionerna till Frans Josefs land fram till år 1990.
Det internationella polaråret 1932–1933 bidrog till en ökad sovjetisk aktivitet på Frans Josefs land; ögruppens omseglades, Viktorijaön annekterades och en topografisk karta färdigställdes. En station upprättades på Rudolfön och blev under en tid den nordligaste bebodda platsen i världen. 1934 till 1935 utfördes geologiska och glaciologiska expeditioner samt kartläggande flygningsturer. Upp till 60 personer stannade under vintrarna 1934 till 1936 och under samma period föddes de tre första barnen på Frans Josefs land. 1937 var mer än 300 personer bosatta på öarna under vintertid. Under andra världskriget avtog närvaron på Frans Josefs land. Kvar fanns endast en samling övervintrare på Hookers ö, som ej levererades förnödenheter under krigets gång. I september 1943 började tyskarna underhålla en väderstation på Alexandras land vid namn Schatzgräber. Anläggningen övergavs i juli 1944 efter att besättningen insjuknat i trikinos, som de fått efter att ha ätit rått isbjörnskött.
Det kalla kriget gav upphov till ett förnyat sovjetiskt intresse för Frans Josefs land. Öarna hade ett utmärkt strategiskt läge i Norra ishavet och ansågs fungera som ett "osänkbart hangarfartyg". Platsen för den tidigare tyska väderstationen Schatzgräber valdes ut för att bygga ett sovjetisk flygfält och en militärbas vid namn Nagurskaja 1952. Förutom Nagurskaja fanns stationer på Hayes ö, Rudolfön, Graham Bellön och innan 1959 på Hookers ö. På grund av Frans Josefs lands militära betydelse förbjöds utländska vetenskapsmän från att delta i expeditioner till öarna; ett anmärkningsvärt undantag var dock en grupp franska geofysiker som tilläts delta i en annars sovjetisk undersökning av jonosfären 1967. Under perioden mellan det internationella geofysiska året 1957–1958 och glasnost utförde sovjetiska vetenskapsmän omfattande studier inom marinbiologi, botanik, glaciologi och ornitologi.
År 1990 hävdes en stor del av restriktionerna som gällde Frans Josefs land. Utländska vetenskapsmän fick därmed lättare tillgång till ögruppen och en gemensam expedition mellan Norge, Sovjetunionen och Polen kunde genomföras. Sedan 1991 har även turister möjlighet att besöka Frans Josefs land.

### Nutidshistoria

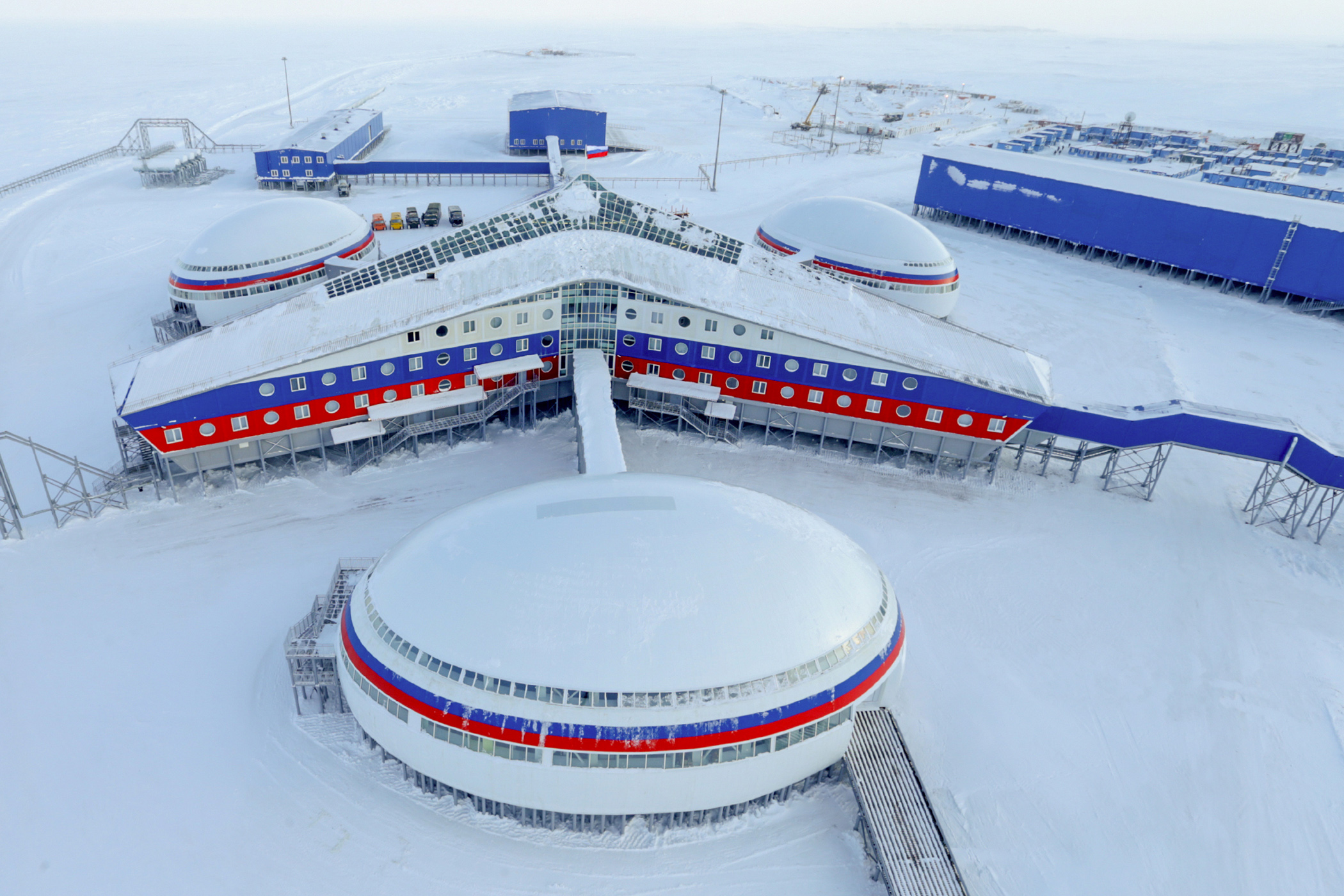
Nagurskaja är Rysslands nordligaste militärbas.

Efter öppnandet av Frans Josefs land genomförde geografiska institutet i Moskva, Stockholms universitet och Umeå universitet expeditioner till Alexandras land 1990 och 1991 där man studerade öarnas klimat- och glacialhistoria genom att använda kol-14-metoden på drivved och horn från utdöda renpopulationer. Arbetet utfördes från en mindre forskningsstation sydväst om Nagurskaja, som byggdes 1989. Under den senare delen av 1990 resulterade ett samarbete mellan Rysslands vetenskapsakademi, Norsk Polarinstitutt och polska vetenskapsakademin i ekologiska studier av valross och sjöfåglar. Under efterkommande år organiserade Moskvas kulturella institut arkeologiska expeditioner till Frans Josefs land. Militärbasen på Graham Bellön övergavs tidigt på 1990-talet medan den militära närvaron vid Nagurskaja reducerades till en gränspost. År 2000 stängdes stationen på Hayes ö.
Frans Josefs land och dess omgivande vatten förklarades som naturreservat 1994. Från och med 1991 reser turister till öarna, de flesta med ryska isbrytare. I ett drag för att tillgodose denna aktivitet utökades Rysslands arktiska nationalpark 2011 till att även omfatta Frans Josefs land. I augusti 2019 upphävdes dock tillståndet för ett norskt kryssningsfartyg att besöka öarna. Ett särskilt tillstånd krävs för att resa till Frans Josefs land. Det har i praktiken sällan delats ut sedan 1999 och beviljas endast en handfull ryska turistföretag. Privata aktörer får vanligen avslag på visumansökningar och organiserar inte resor till öarna i någon större utsträckning.
Sommaren 2005 byggdes en liten hydrometeorologisk station på Hayes ö och 2012 beslutade Rysslands flygvapen att flygfältet på Graham Bellön åter skulle tas i bruk. 2017 omfattades Nagurskaja av en större renovering; den täcker nu 140 000 m² och kan hysa upp till 150 soldater under 18 månaders tid. 2010 besöktes Frans Josefs land av Vladimir Putin, som då var Rysslands premiärminister. Som president återvände Putin till öarna 2017, i sällskap med Dmitrij Medvedev som då tagit över Putins tidigare befattning. Resorna var i syfte att bekräfta rysk suveränitet över Arktis och dess naturresurser.

## Geografi

### Geografi

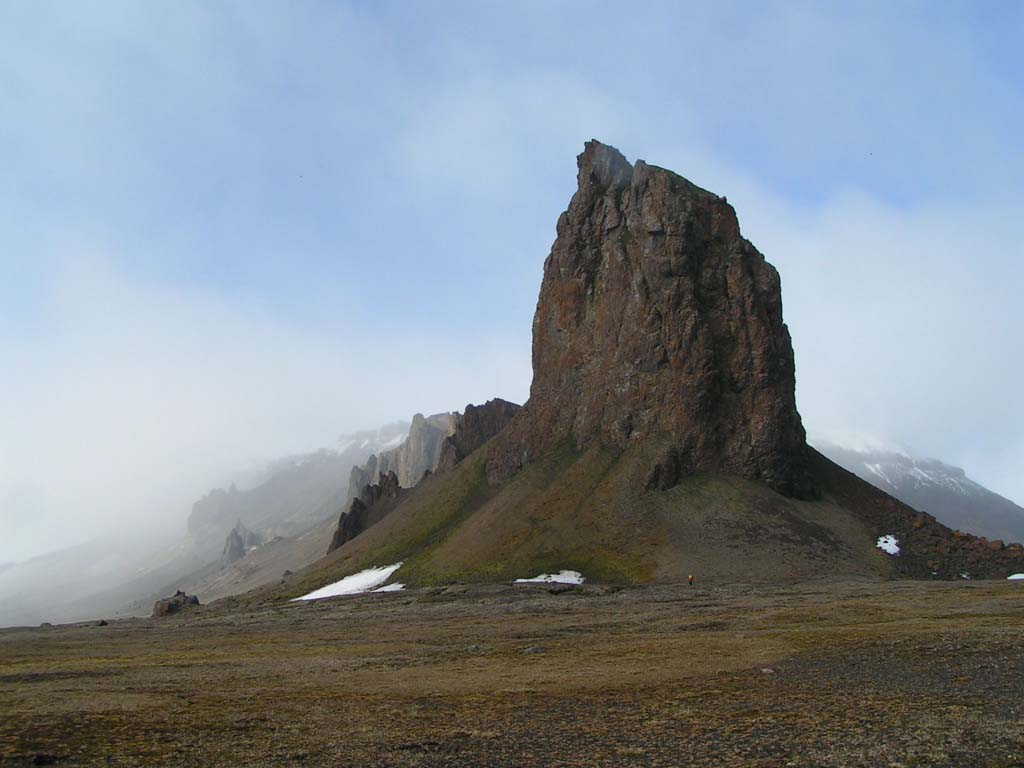
Kap Tegetthoff på Halls ö.

Frans Josefs land har en yta på 16 135 km² och är beläget mellan 79°46' och 81°52'N, långt norr om polcirkeln. Öarna utgör de nordligaste delarna av Archangelsk oblast i Ryssland och befinner sig 360 km norr om Novaja Zemlja samt 260 km öster om den norska ögruppen Svalbard. Frans Josefs land är, med ett avstånd på 900 km, den tredje närmaste landmassan till nordpolen efter Grönland och Ellesmereön. Ögruppen befinner sig i Norra ishavet och utgör Barents havs nordöstra gräns samt Karahavets nordvästra gräns. Udden Kap Fligely på Rudolfön är Europas och hela Eurasiens nordligaste landplats.

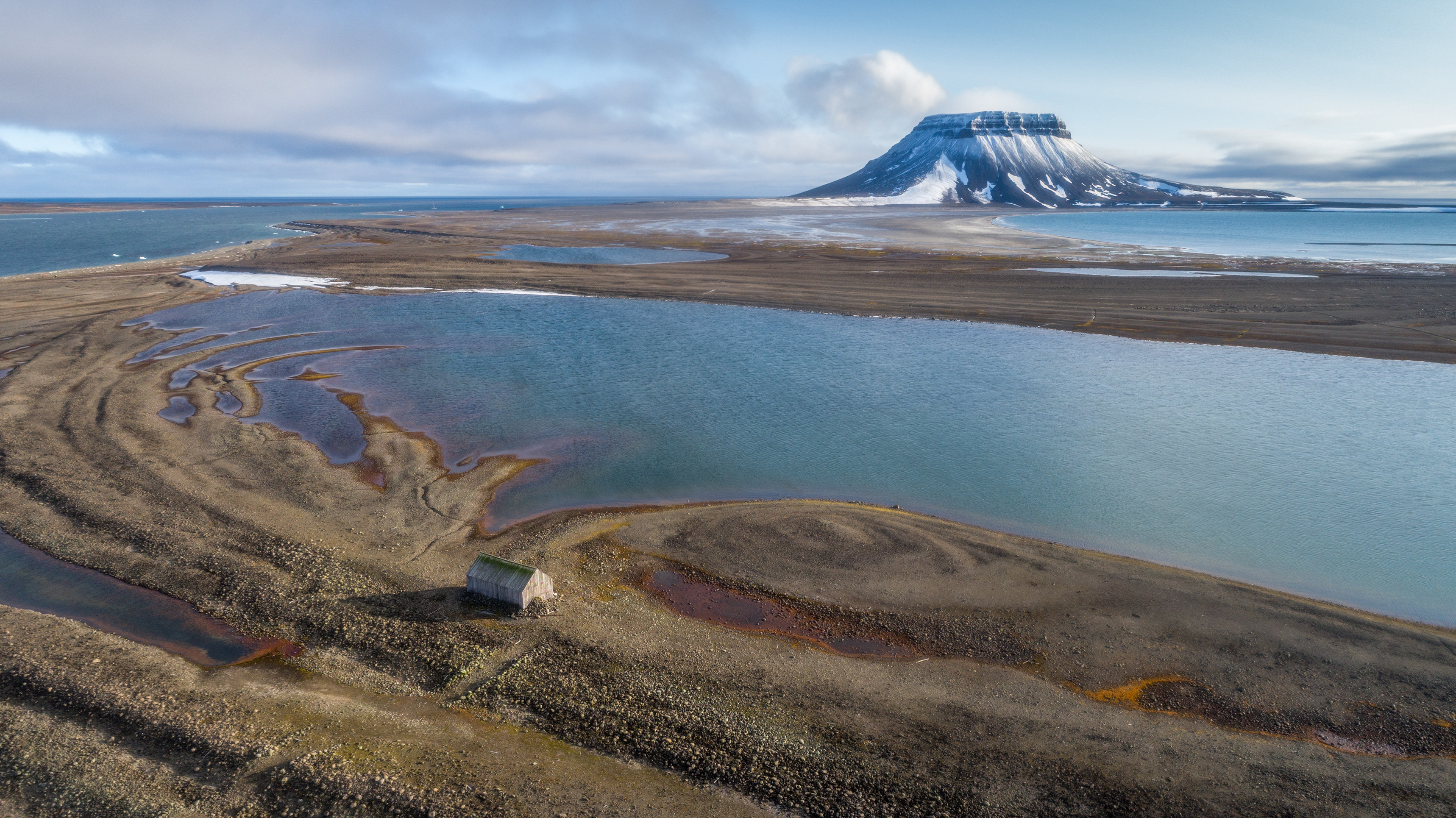
Landskap på Bellön.

Frans Josefs land består av 191 obebodda öar som sträcker sig 375 km från öst till väst och 234 km från norr till söder. Öarna fördelas på tre grupper som åtskiljs av Brittiska kanalen och Austriasundet: en västlig, en central och en östlig. Vidare delar Markhamsundet den centrala gruppen i en nordlig och en sydlig del. Mindre öar leder i antal, även om de 135 minsta endast utgör 0,4 % av Frans Josefs lands totala yta. Prins Georgs land är till ytan störst med 2 741 km², följt av Wilczeks land med 2 054 km², Graham Bellön med 1 708 km² och Alexandras land med 1 051 km². Ytterligare fem öar överstiger 500 km²: Salisburyön, Jacksonön, Halls ö, McClintocks ö och Hookers ö.
Med 620 meter över havet är Parnasstoppen på Wiener Neustadtön ögruppens högsta punkt. Sunden i Frans Josefs land är mellan flera hundra meter till tre kilometer breda och når djup på 500 till 600 meter. Viktorijaön, belägen 170 km väst om Alexandras land, tillhör administrativt Frans Josefs land sedan 1932, även om den ur ett geografisk perspektiv ligger närmare Vitön i Svalbard.

### Hydrologi

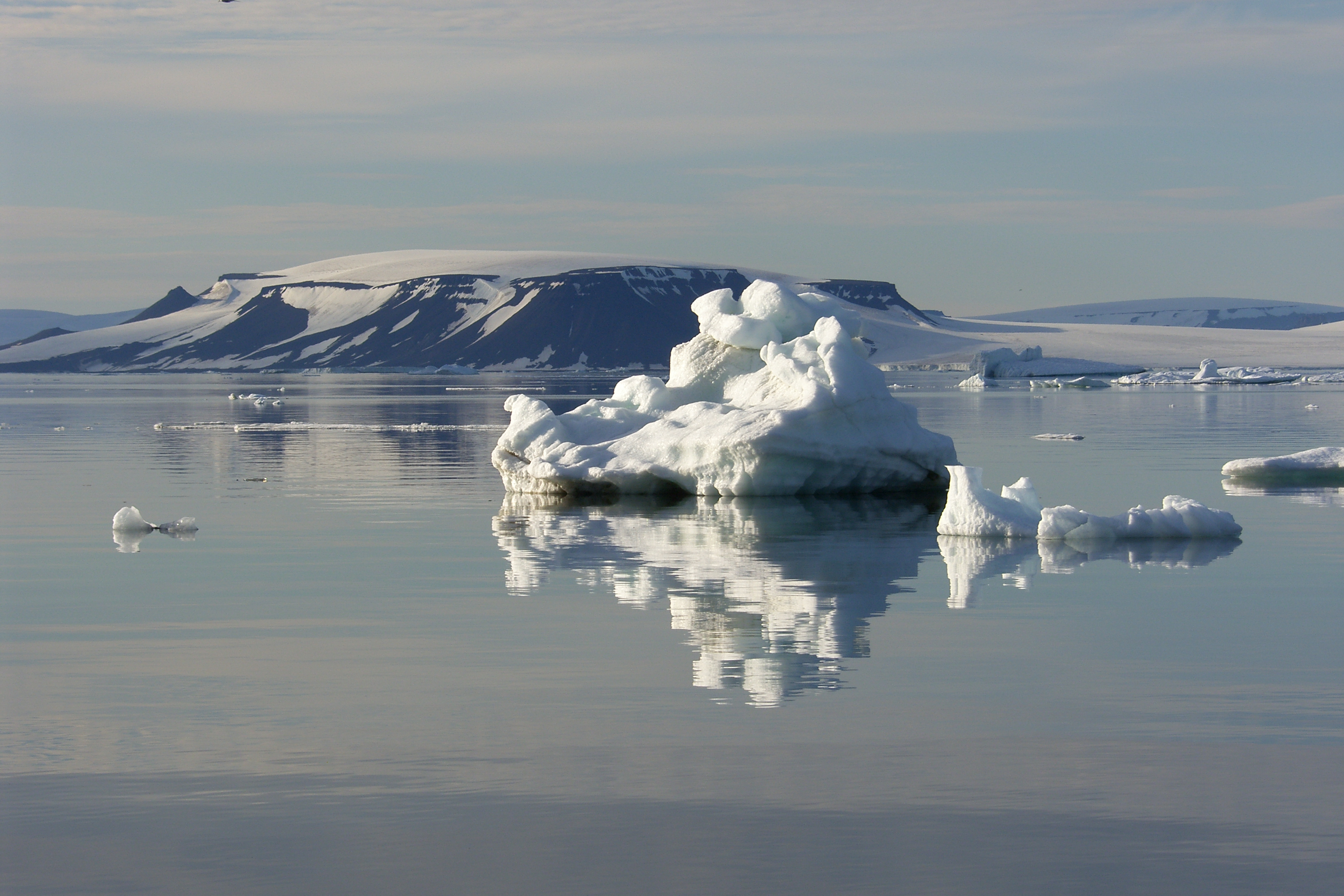
Isberg utanför Hayes ö 2007.

Glaciärerna på Frans Josefs land täcker sammanlagt en yta på 13 700 km², det vill säga 85% av ögruppens area, och har en genomsnittlig tjocklek på 180 meter. Med en volym på 2 500 km³ skulle en total nedsmältning av glaciärerna innebära en global havsnivåhöjning på 6 mm. Isfria områden av ansenlig storlek förekommer endast på de större öarna; främst gäller detta två 500 km² stora halvöar på Prins Georgs land respektive Graham Bellön. De flesta små öar är inte heller glaciärtäckta, men deras sammanlagda yta är inte särskilt omfattande.
Frans Josefs land har omkring ettusen sötvattenslaguner och issjöar, de flesta på Prins Georgs land och Alexandras land. Arean på dessa sjöar kan uppnå 2 km² och djupen är vanligtvis på 10 meter. Under sommaren bildas åtskilliga bäckar av glaciärernas smältvatten. På grund av permafrost sker detta huvudsakligen på ytan och längre floder uppkommer endast på de större öarna. Den längsta floden finns på Prins Georgs land och är 19 km lång, men även på Alexandras land finns flera vattendrag; den längsta har en utsträckning på 8,4 km och härrör från Lunnyjglaciären och Kropotkinglaciären. Flätfloderna på Frans Josefs land är i regel grunda, med ett genomsnittligt djup på 70 till 80 cm.
Tre havsströmmar påverkar huvudsakligen Frans Josefs land. Från norr kommer den kalla Makarovströmmen och Östspetsbergsströmmen, som tillsammans bidrar med uppskattningsvis 50 till 70% av Barents havs vatteninflöde från Arktis. Den varma Novaja Zemljaströmmen böjer in från söder med rester av Atlantiskt vatten. Längs Frans Josef lands södra kustregioner flödar vattnet från öst till väst. Packisens utsträckning varierar kraftigt mellan årstiderna. Ettårig is bildas i oktober och blir upp till 1,5 meter tjock under följande vår, medan flerårig is växer till en tjocklek på 2,5 meter och förblir året runt.

### Största öar

#### Prins Georgs land

Frans Josefs lands västra ögrupp.

Prins Georgs land (ryska: Земля Георга) är såväl den största som den längsta ön i Frans Josefs land, med en yta på 2 741 km² och en längd på 115 km. Prins Georgs land befinner sig i ögruppens västra del, omgiven av Cambridgesundet i väster och Brittiska kanalen till öster. Ön upptäcktes redan 1873 av Julius von Payer och Carl Weyprecht, men kartlades i större utsträckning av Frederick George Jackson 1897. Han uppkallade ön efter kronprins Georg av Wales, sedermera Georg V av Storbritannien.
Öns geografi kännetecknas av platåberg som mestadels täcks av glaciärer. Den låglänta Armitagehalvön i norr är det enda isfria området bortsett från ett antal smala kuststräckor. Här finns större delen av öns vegetation, som huvudsakligen består av glesbevuxna mossor och lavar. Eftersom Prins Georgs land erbjuder ett jämförelsevis stort utbud av terrängtyper väljer flera fågelarter att häcka där, exempelvis alkekung, spetsbergsgrissla, tretåig mås, tobisgrissla, stormfågel och vittrut.

#### Wilczeks land

Frans Josefs lands östra ögrupp.

Wilczeks land (ryska: Земля Вильчека) är belägen i ögruppens sydöstra del. Den har en yta på 2 054 km² och är därmed Frans Josefs lands näst största ö. Wilczeks land befinner sig öster om Austriasundet och väster om Morgansundet, som skiljer den från Graham Bellön. Ön bildar en sned kvadrat med undantag för två bukter i norr och söder, varvid de största isfria områdena befinner sig. Större delen av Wilczeks land täcks av glaciärer, som når höjder på upp till 606 meter över havet.
Ön är den plats i Frans Josefs land som först landstegs av människan; detta inträffade den 1 november 1873 när Payer och Weyprecht anlände med skeppet Tegetthoff. Ön uppkallades efter Johann Nepomuk Wilczek, som ekonomiskt möjliggjorde expeditionen. Andra besök till Wilczeks land innefattar Paul Bjørviks och Bernt Bentsens övervintring under Walter Wellmans expedition 1898 till 1899. Tidigt under vintern fick Bentsen magbesvär och avled kort därefter, varpå Bjørvik höll kvar sin bortgångna kamrat i sovsäcken istället för att lämna honom utomhus. Han gjorde detta av rädsla för att områdets isbjörnar och rävar skulle förtära Bentsens lik. Bjørvik hämtades den 27 februari 1899 och Bentsen begavdes dagen därpå.

#### Graham Bellön

Frans Josefs lands norra ögrupp.

Graham Bellön (ryska: Остров Греэм-Белл) är den östligaste av öarna i Frans Josefs land och med en yta på 1 708 km² den tredje största. I väster skiljs den från Wilczeks land av Morgansundet. Graham Bellön var den sista större ön i Frans Josefs land att utforskas; den påträffades först av Evelyn Briggs Baldwin 1899. Ön är döpt efter den brittiska uppfinnaren Alexander Graham Bell, som då var president för National Geographic Society.
71 % av ön täcks av glaciärer, som når en höjd på 530 meter över havet. Huvuddelen av den isfria ytan utgörs av ett flackt och delvis kuperat tundraområde i norr. På 1950-talet nyttjade Sovjetunionen denna plats för att upprätta en militärbas och ett två kilometer långt flygfält som gick under namnet Severnaja. Den lades ursprungligen ner 1994, men återinvigdes 2012 på order av Rysslands flygvapen. Till skillnad från andra glaciärer i Frans Josefs land har istäcket på Graham Bellön på senare år blivit avsevärt större; det har en uppskattad tjocklek på 500 till 550 meter.

#### Alexandras land

Frans Josefs lands södra ögrupp.

Alexandras land (ryska: Земля Александры) är, med undantag för den avlägsna Viktorijaön, den västligaste av öarna i Frans Josefs land. Den har en yta på 1 051 km² och skiljs från Prins Georgs land i öster av Cambridgesundet.Alexandras land påträffades först av Benjamin Leigh Smith 1880. Han antog dock felaktigt att den var en del av en större landmassa, som även Prins Georgs land förmodades utgöra en del av. Att dessa var två separata öar klargjordes av Jackson 1897. Han behöll namnet Alexandras land för den västra ön och döpte den andra till Prins Georgs land.
Den högsta punkten på 382 meter över havet befinner sig i Alexandras lands centrala glaciärmassiv, som täcker 74% av öns yta. Norra delen av ön utgörs av ett isfritt högland med flera gölar och myrar. Här fanns under andra världskriget en tysk väderstation och samma plats valdes 1952 till att bygga den sovjetiska militärbasen Nagurskaja. Flygfältet vid Nagurskaja är fortfarande aktivt och anläggningen fungerar som bas för ryska forskningsaktiviteter. En militär spärrzon som täcker merparten av Alexandras land har införts på grund av sekretessen kring anläggningen, och ön är därmed ej tillgänglig för turister.

### Klimat

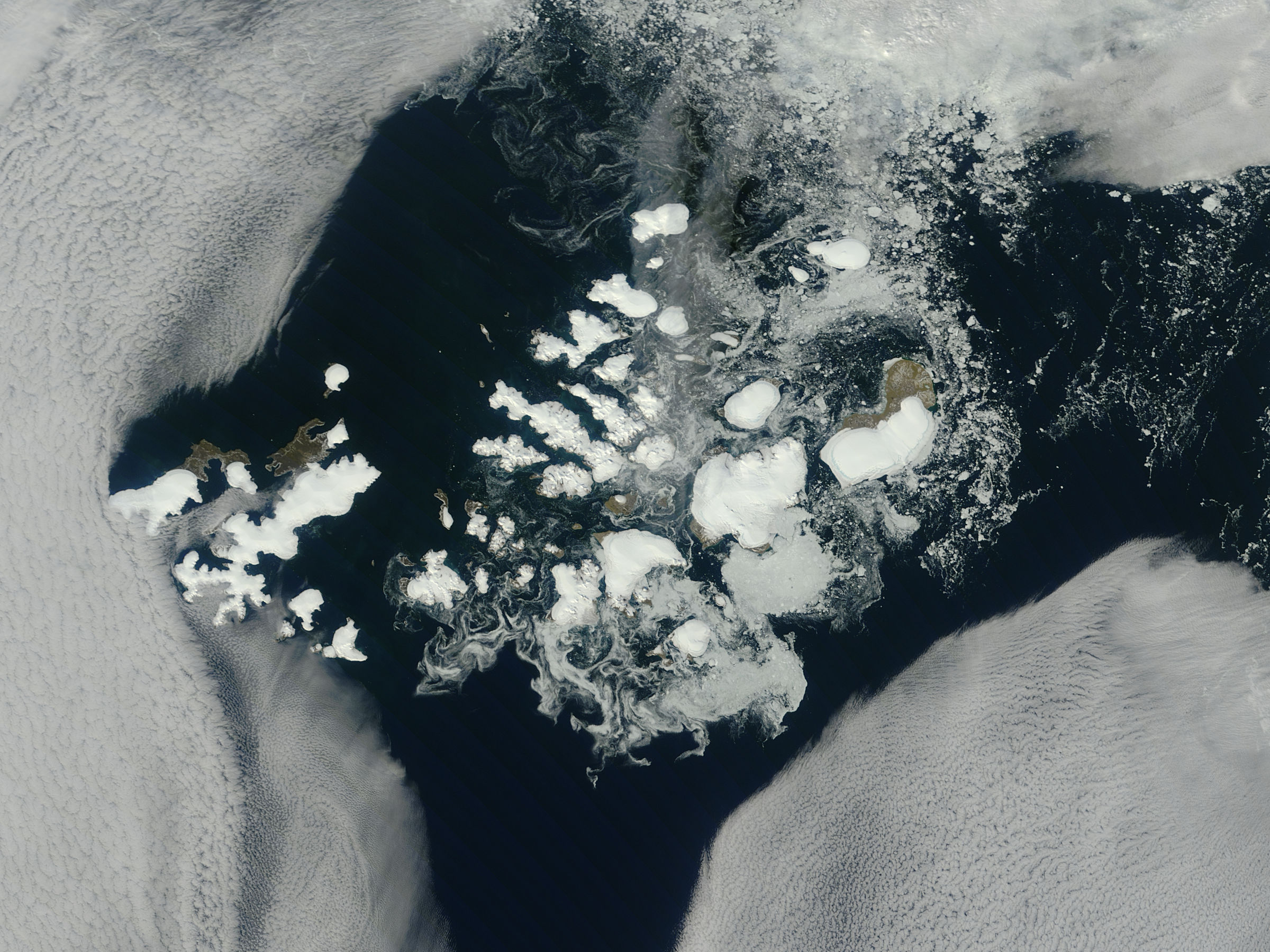
Satellitbild över Frans Josefs land från augusti 2011.

Frans Josefs land befinner sig i en övergångszon mellan glacialklimat (EF) och tundraklimat (ET). Sommarmånadernas medeltemperatur är över fryspunkten, även om samtliga månaders lägsta temperaturer förblir under fryspunkten året runt. Dessa temperaturer påverkas avsevärt av den kraftiga isbildningen på och omkring öarna; havet som omger Frans Josefs land fryser vanligen i september eller oktober och havsisen täcker under denna period mer än 95% av vattenytan. Utsträckningen börjar minska i maj, följt av en mer omfattade avsmältning i juni. Midnattssol råder i Frans Josefs land i totalt 141 dagar från april till augusti, medan polarnatten varar i 128 dagar mellan oktober och februari. Klimatet kyls ytterligare av molnmängden, som når synnerligen höga nivåer i den här delen av Arktis. Dimma är som vanligast på sommaren.
Under 1990-talet mätte Frans Josefs lands kuststationer genomsnittliga temperaturer på -20 °C till -30 °C i januari, även om temperaturen stundvis kan bli så låg som -40 °C. Under denna period kan den hastiga förändringen mellan en cyklonisk och anticyklonisk rotation leda till temperaturväxlingar på 20 °C eller mer inom loppet av ett par timmar.Under sommaren är klimatet mycket stabilare; på Hayes ö ligger julis medeltemperatur på mellan 0 °C och 2 °C. Detta beror i viss mån på att det omgivande havet har en nedkylande effekt på Frans Josefs land. Ofta är det delvis istäckt, även under sommaren. Nederbörd är som mest omfattande mellan juli och september och har vid kuststationerna ett årligt genomsnitt på mellan 100 och 150 mm. Högt belägna områden kan dock uppleva betydligt mer än så, eftersom berg- och glaciärslänter får luftmassorna att stiga. Frans Josefs land är i genomsnitt 8 °C kallare än Spetsbergen, vars västkust nyttjar en varm havsström, men fortfarande varmare än Tajmyrhalvön och Kanadas arktiska öar.
|                                            | Jan   | Feb   | Mar   | Apr   | Maj   | Jun  | Jul  | Aug  | Sep  | Okt   | Nov   | Dec   |
| ------------------------------------------ | ----- | ----- | ----- | ----- | ----- | ---- | ---- | ---- | ---- | ----- | ----- | ----- |
| Normaldygnets maximitemperaturs medelvärde | −16,7 | −16,8 | −17,2 | −13,6 | −6,1  | 0,2  | 2,0  | 1,6  | −0,4 | −6,2  | −10,7 | −15,0 |
| Normaldygnets minimitemperaturs medelvärde | −23,3 | −23,6 | −23,8 | −19,2 | −10,1 | −2,5 | −0,2 | −0,6 | −3,0 | −10,0 | −16,4 | −21,4 |
|                                            |       |       |       |       |       |      |      |      |      |       |       |       |
| Nederbörd                                  | 25    | 26    | 22    | 18    | 12    | 12   | 17   | 22   | 28   | 18    | 20    | 28    |

| Diagram | temperaturer i °C • månadsnederbörd i mm • Källa: | temperaturer i °C • månadsnederbörd i mm • Källa: | temperaturer i °C • månadsnederbörd i mm • Källa: | temperaturer i °C • månadsnederbörd i mm • Källa: | temperaturer i °C • månadsnederbörd i mm • Källa: | temperaturer i °C • månadsnederbörd i mm • Källa: | temperaturer i °C • månadsnederbörd i mm • Källa: | temperaturer i °C • månadsnederbörd i mm • Källa: | temperaturer i °C • månadsnederbörd i mm • Källa: | temperaturer i °C • månadsnederbörd i mm • Källa: | temperaturer i °C • månadsnederbörd i mm • Källa: | temperaturer i °C • månadsnederbörd i mm • Källa: |
|         | 25 -17 -23                                        | 26 -17 -24                                        | 22 -17 -24                                        | 18 -14 -19                                        | 12 -6 -10                                         | 12 0 -3                                           | 17 2 -0                                           | 22 2 -1                                           | 28 -0 -3                                          | 18 -6 -10                                         | 20 -11 -16                                        | 28 -15 -21                                        |

## Natur

### Flora
Permafrost hindrar kraftigt jordmånsbildningen i Frans Josefs land. Ögruppen har därför underutvecklade markskikt som förekommer i mindre, polygonformade fläckar med rikligt järninnehåll. Jordens övre, brunfärgade humuslager består till mellan 3% och 8% av organiska ämnen. Floran varierar mellan de olika öarna och är beroende av en rad olika faktorer. På vissa öar är vegetationen begränsad till ett fåtal kärlväxter och lavbevuxna stenar, medan artrikedomen på andra öar med bättre förhållanden kan vara slående. Växtlighetens mönster följer jordens polygonformer och täcker vanligen 5 till 10% av markytan. Endast i närheten av fågelkolonier kan vegetationens utsträckning närma sig 100%. Floran är som mest omfattande i sydväst och på lägre höjdnivåer; mellan havsnivån och 120 till 130 meter finns främst gräs och mossor, sedan mossor och lavar upp till 175 till 200 meter, sedan endast lavar och från och med 315 meter är växtlighet ytterst sällsynt. Emellanåt växer lavar på nunataker och glesa kolonier av snöalger kan observeras på glaciärernas ytor.

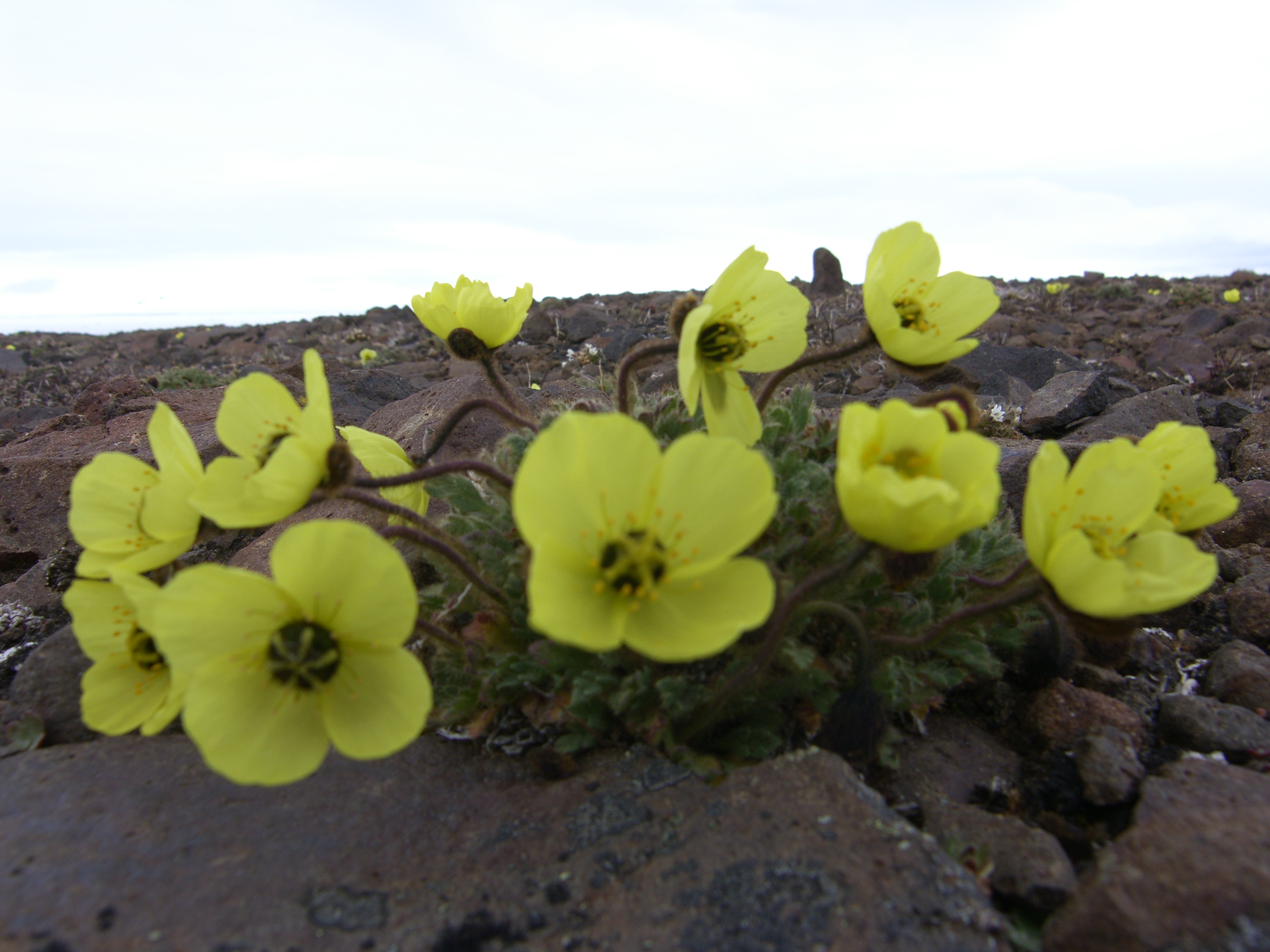
Fjällvallmo på Hayes ö.

På grund av öarnas kärva klimat kan varken träd, buskar och andra högväxta arter förekomma. Detta är med undantag för de två dvärgbuskarna polarvide och ishavsvide, som växer mycket nära marken. Med en längd på 30 cm är spetsbergsvallmo och polarkavle de högst växande arterna i Frans Josefs land. Grästorven utgörs huvudsakligen av 150 arter av mossor, av vilka två tredjedelar är bladmossor och en tredjedel levermossor. De vanligaste släktena är räffelmossor, grusmossor, krokmossor och glansmossor.
Lavar är den sorts vegetation som är mest ubredd i Frans Josefs land. Av de mer än 100 observerade arterna är 5 släkten dominerande: orangelavar, kantlavar, skivlavar, Ochrolechia och Rinodina. Därtill finns 16 arter av gräs och omkring 100 arter av alger, främst cyanobakterier och kiselalger. Totalt 57 arter av kärlväxter har observerats, främst utgörs dessa av bräckesläktet, arvsläktet och vallmosläktet, såsom fjällvallmo, tuvbräcka, knoppbräcka, fjällbräcka och svalbardsarv. Dessa växer över hela Frans Josefs land och har ingen preferens för någon särskild livsmiljö. I våtmarker är polarkavle, smörblomma och polarvide desto vanligare.

### Fauna
I Frans Josefs land har 41 fågelarter har observerats, varav 14 häckar på öarna. Talrikast är havsfåglar som stormfågel, tretåig mås, spetsbergsgrissla, tobisgrissla och alkekung. Dessa är vanliga över hela ögruppen, till skillnad från andra arter som föredrar att bygga bo på den flacka tundran, som ejder, skärsnäppa, kustlabb, vittrut, ismås, silvertärna och snösparv. Smålom och prutgås häckar endast i litet antal och på begränsat område, vanligen i oregelbundna intervaller. Resterande fågelarter som observerats i Frans Josefs land förekommer mycket sällan och utgörs ofta av enstaka exemplar.Emellanåt kan vissa individer av ismås, alkekung och spetsbergsgrissla övervintra på öarna. Frans Josefs land har inga endemiska arter.

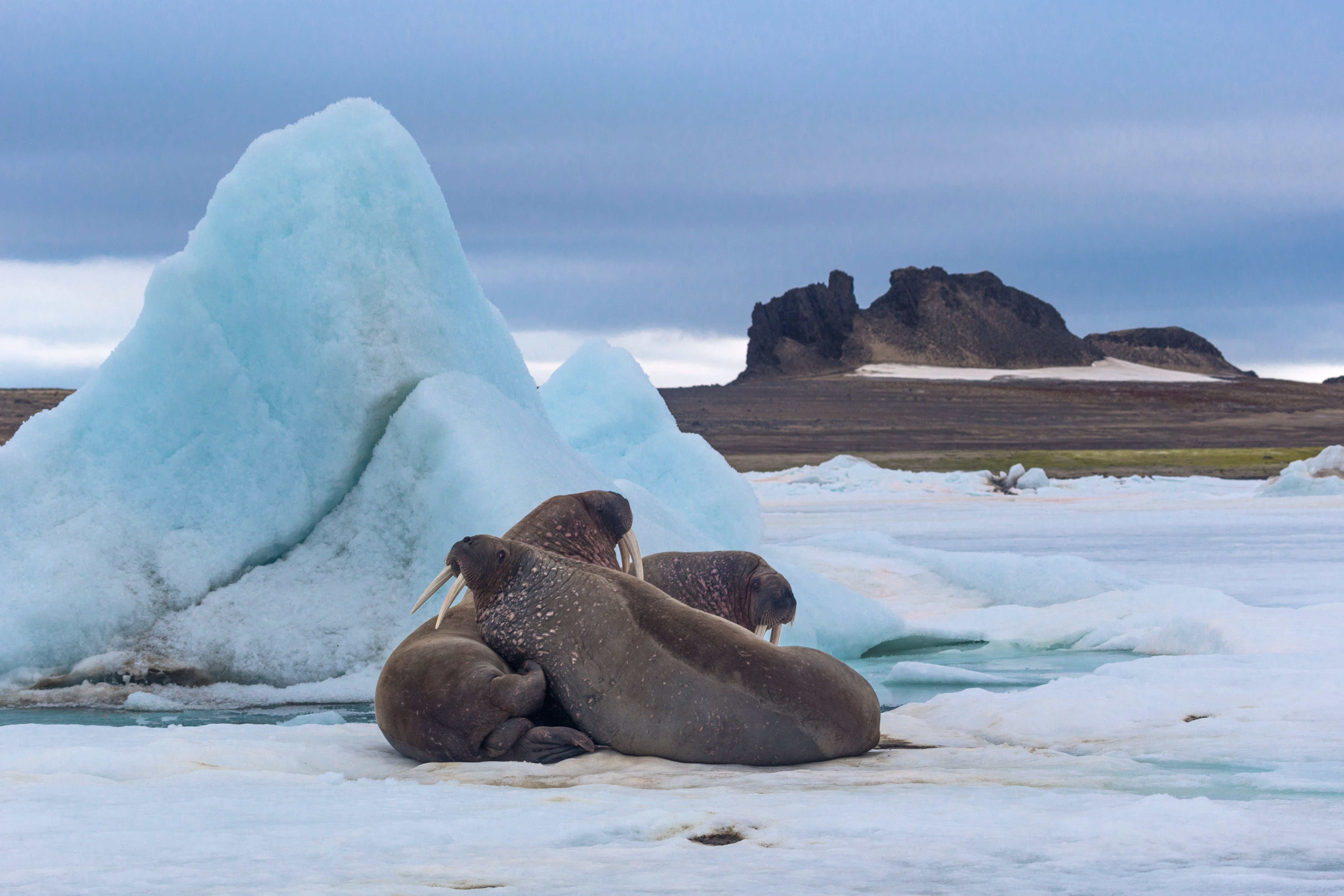
Valrossar på Hayes ö.

I havet kring Frans Josefs land har 33 arter av fisk observerats, av vilka inga förekommer i större mängder eller är kommersiellt nyttjebara. Den viktigaste ur biologisk synvinkel är polartorsk, som blir upp till 20 cm lång. Bland bottenlevande arter kan polarringbuk, som håller till vid djup på 2 till 400 meter, nämnas. På grunt vatten finns rötsimpa, klykskrabb, taggig sjurygg samt ett flertal fiskar från släktet Triglops. Deras föda utgörs huvudsakligen av kräftdjur.
Tre arter av säl befolkar ögruppen, av vilka grönlandssäl är den talrikaste. Populationen i Barents hav parar sig under våren i Vita havet, för att sedan infinna sig i de södra delarna av Frans Josefs land under sommaren, där de livnär sig på fisk och kräftdjur. Vikare förekommer i grundare vatten, närmare öarnas kustlinjer. Storsäl är också vanlig, men jämförelsevis mindre talrik. Även enskilda individer av gråsäl och klappmyts har observerats. Tidigare jakt på valross gjorde att artens bestånd minskade kraftigt, men de har sedan 1952 haft en internationell skyddsstatus som bidragit till att populationen i Barents hav till viss grad återhämtat sig. 1995 beräknades antalet valrossar i Frans Josefs lands vatten uppgå till mellan 1 000 till 3 000 individer. Vikval och vitval förekommer ofta kring öarna, men narval och späckhuggare är mer ovanliga. En mindre population av grönlandsval, en art som annars är på gränsen till utrotad i europeiska vatten, kan stundvis observeras. 2013 rapporterade National Geographic Magazine att även sillval börjat dyka upp i Frans Josefs land.

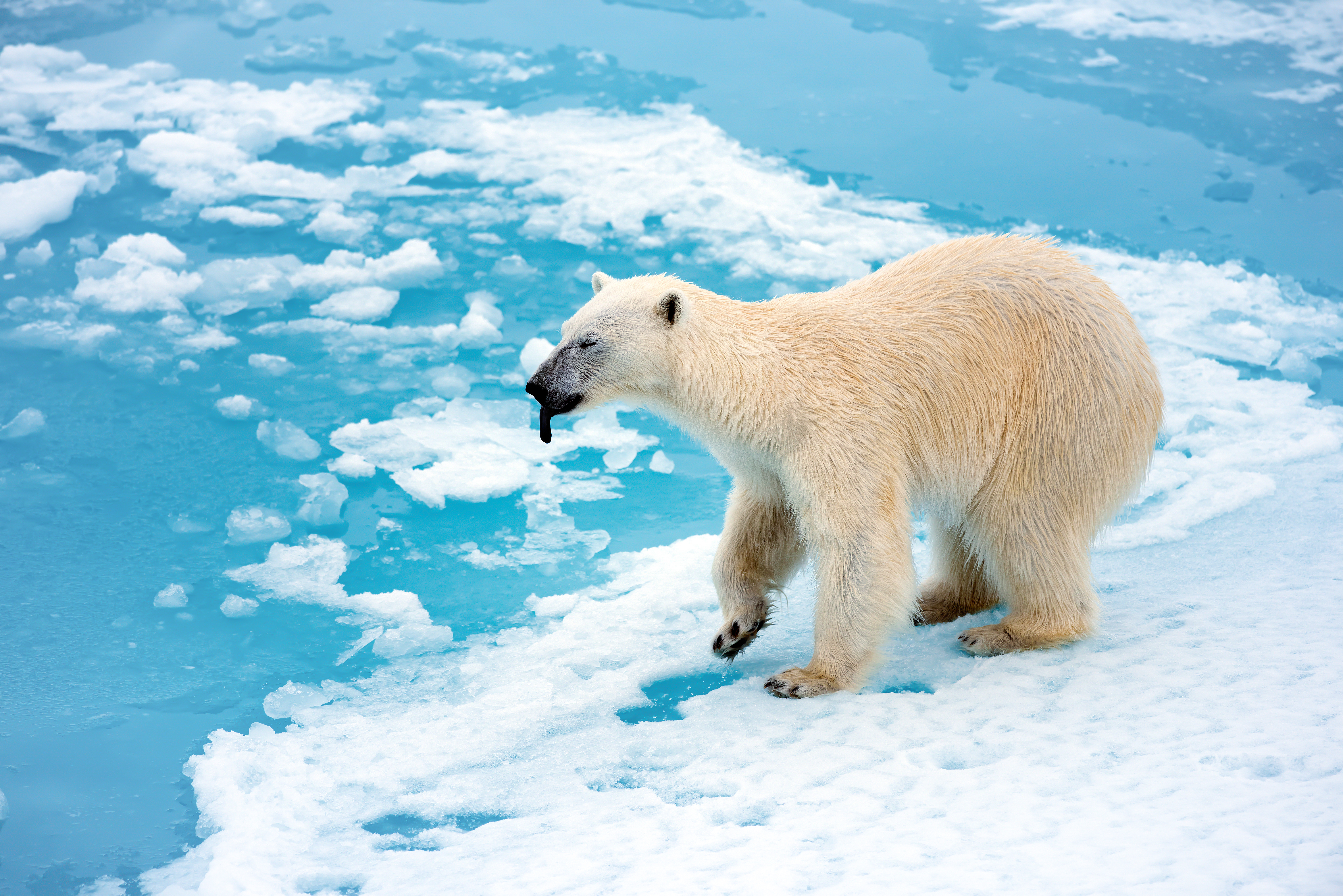
Isbjörn på ett stycke drivis i Frans Josefs land.

2004 uppskattades antalet isbjörnar i området kring Barents hav vara mellan 1 900 och 3 600. Denna population vandrar vanligtvis mellan Novaja Zemlja, Svalbard och Frans Josefs land. Till skillnad från på Svalbard ägde ingen regelbunden jakt på isbjörnar rum i Frans Josefs land under 1900-talets första hälft; under perioden 1929 till 1973 jagades björnar endast i mycket liten utsträckning. 1973 tecknades en internationell överenskommelse som förhindrade en stor del av jaktverksamheten gällande isbjörnar i Arktis. De största öarna i Frans Josefs land används flitigt av isbjörnar för att övervintra. Honorna tillbringar omkring fem månader i en utgrävd grotta, föder sina ungar i januari och lämnar platsen i mars eller april. Havsisens stabilitet bidrar till den mängden isbjörnar som tillbringar vintern i Frans Josefs land. Isbjörnens föda utgörs främst av säl, men den jagar även valross, vitval och narval. Under sommaren kompletteras födan ofta av fåglar.
Under sommaren förekommer fjällräv nästan enbart på öar med stora fågelkolonier. Då består födan huvudsakligen av ägg och fågelungar; främst alkekung, spetsbergsgrissla och tretåig mås. På vintern livnär den sig istället på kadaver som isbjörnen lämnat efter sig. Fjällrävens revir är mellan 10 och 20 km² stort, så oftast befinner sig endast en eller två familjer i närheten av samma fågelkoloni. Parningstiden äger rum i mars och ungarna föds i maj. De lämnar sitt gryt under sensommaren. Det finns inga renar i Frans Josefs land, men man har genom analyser av funna horn kunnat datera dess förekomst till mellan 3900 och 2300 år sedan. På den tiden var klimatet mer likt Svalbard, där en population av ren finns än idag.

### Geologi

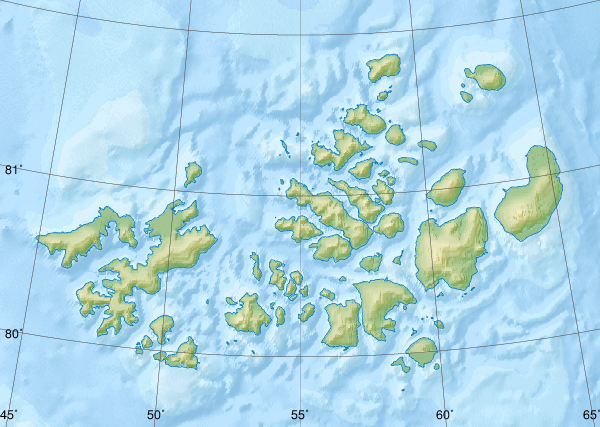
Topografisk karta över Frans Josefs land.

Geologiskt sett är Frans Josefs lands öar rester av en större platå som sönderbrutits längs ett flertal spricklinjer. De lågt belägna delarna har sedan hamnat under havsytan efter en omfattande sänkning. Under prekambrium bildade den kaledonska orogenesen ett veckat urberg. De kvarvarande platåresterna täcktes av en tjock inlandsis fram till senaste istidens slut för 10 000 år sedan. Till följd av istäckets nedsmältning är Frans Josefs land föremål för postglacial landhöjning, som numera är på omkring 2,5 till 3 mm/år.
Lager från undre krita förekommer huvudsakligen i Frans Josefs lands västra och södra delar. De består av basaltstenar som åtskiljs av vulkanisk aska och tuff. Kustnära och marina sediment från trias och jura förekommer över nästan hela ögruppen samt på havsbotten. De består av kalksten, lerskiffer, sandsten och konglomerat. Avlagringar från kambrium finns på Prins Georgs land och ytterligare bergarter av samma ålder har hittats på Viktorijaön. Arktisk plattektonik har bildat basaltisk lava, diabas och gångar.